# Oscar za nejlepší celovečerní animovaný film
Cena Akademie za nejlepší celovečerní animovaný film (Academy Award for Best Animated Feature), kterou uděluje americká Akademie filmového umění a věd. Cena se každoročně uděluje od roku 2001.

## Vítězové

### První desetiletí 21. století
| Rok  | Vítěz                 | Za film                                                                                  |
| ---- | --------------------- | ---------------------------------------------------------------------------------------- |
| 2001 | Aron Warner           | Shrek (Shrek)                                                                            |
| 2002 | Hajao Mijazaki        | Cesta do fantazie (Spirited Away)                                                        |
| 2003 | Andrew Stanton        | Hledá se Nemo (Finding Nemo)                                                             |
| 2004 | Brad Bird             | Úžasňákovi (The Incredibles)                                                             |
| 2005 | Nick Park a Steve Box | Wallace & Gromit: Prokletí králíkodlaka (Wallace & Gromit: The Curse of the Were-Rabbit) |
| 2006 | George Miller         | Happy Feet (Happy Feet)                                                                  |
| 2007 | Brad Bird             | Ratatouille (Ratatouille)                                                                |
| 2008 | Andrew Stanton        | VALL-I (WALL-E)                                                                          |
| 2009 | Pete Docter           | Vzhůru do oblak (Up)                                                                     |

### Druhé desetiletí 21. století
| Rok  | Vítěz                                                                         | Za film                                                         |
| ---- | ----------------------------------------------------------------------------- | --------------------------------------------------------------- |
| 2010 | Lee Unkrich                                                                   | Toy Story 3: Příběh hraček (Toy Story 3)                        |
| 2011 | Gore Verbinski                                                                | Rango (Rango)                                                   |
| 2012 | Mark Andrews a Brenda Chapman                                                 | Rebelka (Brave)                                                 |
| 2013 | Chris Buck, Jennifer Lee a Peter Del Vecho                                    | Ledové království (Frozen)                                      |
| 2014 | Don Hall, Chris Williams a Roy Conli                                          | Velká šestka (Big Hero 6)                                       |
| 2015 | Pete Docter a Jonas Rivera                                                    | V hlavě (Inside Out)                                            |
| 2016 | Byron Howard, Rich Moore a Clark Spencer                                      | Zootropolis: Město zvířat (Zootopia)                            |
| 2017 | Lee Unkrich a Darla K. Anderson                                               | Coco (Coco)                                                     |
| 2018 | Phil Lord, Christopher Miller, Bob Persichetti, Peter Ramsey a Rodney Rothman | Spider-Man: Paralelní světy (Spider-Man: Into the Spider-Verse) |
| 2019 | Josh Cooley, Jonas Rivera a Mark Nielsen                                      | Toy Story 4: Příběh hraček (Toy Story 4)                        |

### Třetí desetiletí 21. století
| Rok  | Vítěz                                                         | Za film                                                       |
| ---- | ------------------------------------------------------------- | ------------------------------------------------------------- |
| 2020 | Pete Docter a Dana Murray                                     | Duše (Soul)                                                   |
| 2021 | Jared Bush, Byron Howard, Yvett Merino a Clark Spencer        | Encanto (Encanto)                                             |
| 2022 | Guillermo del Toro, Mark Gustafson, Gary Ungar a Alex Bulkley | Pinocchio Guillerma del Tora (Guillermo del Toro's Pinocchio) |
| 2023 | Hajao Mijazaki a Tošio Suzuki                                 | Chlapec a volavka (The Boy and the Heron)                     |
| 2024 | Gints Zilbalodis, Matīss Kaža, Ron Dyens, a Gregory Zalcman   | Kočičí odysea (Flow)                                          |